# Nicolai Poliakoff

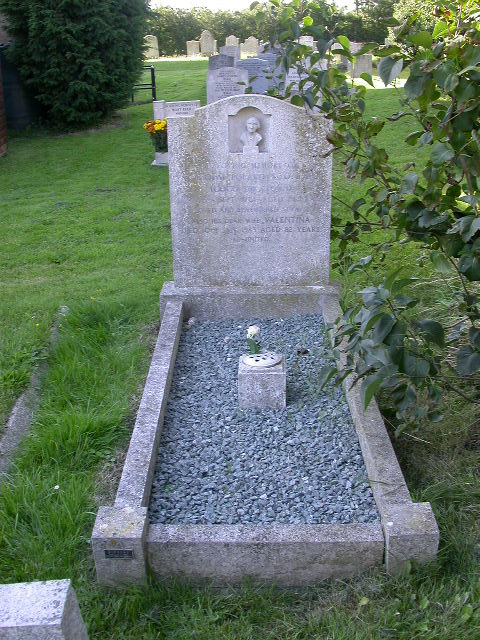
Tomba di Nicolai Poliakoff.

Nicolai Poliakoff, pseudonimo di Nikolaj Petrovič Poljakov (in russo Николай Петрович Поляков?; Dvinsk, 5 ottobre 1900 – Northamptonshire, 25 settembre 1974), è stato un artista e circense russo naturalizzato inglese, famoso per aver creato ed interpretato il personaggio di Coco il Clown.
| Controllo di autorità | VIAF (EN) 311416433 · ISNI (EN) 0000 0004 1824 0563 · GND (DE) 1059725029 |